# Maria Josepha von Portugal

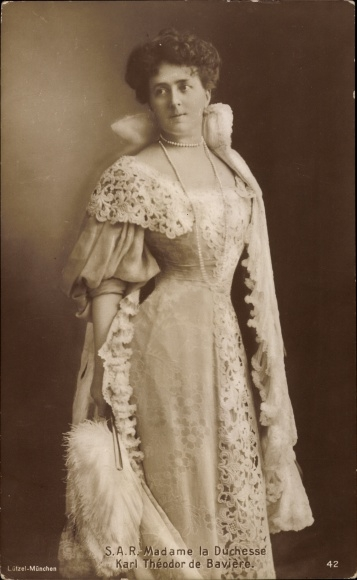
Maria Josepha von Portugal, 1905

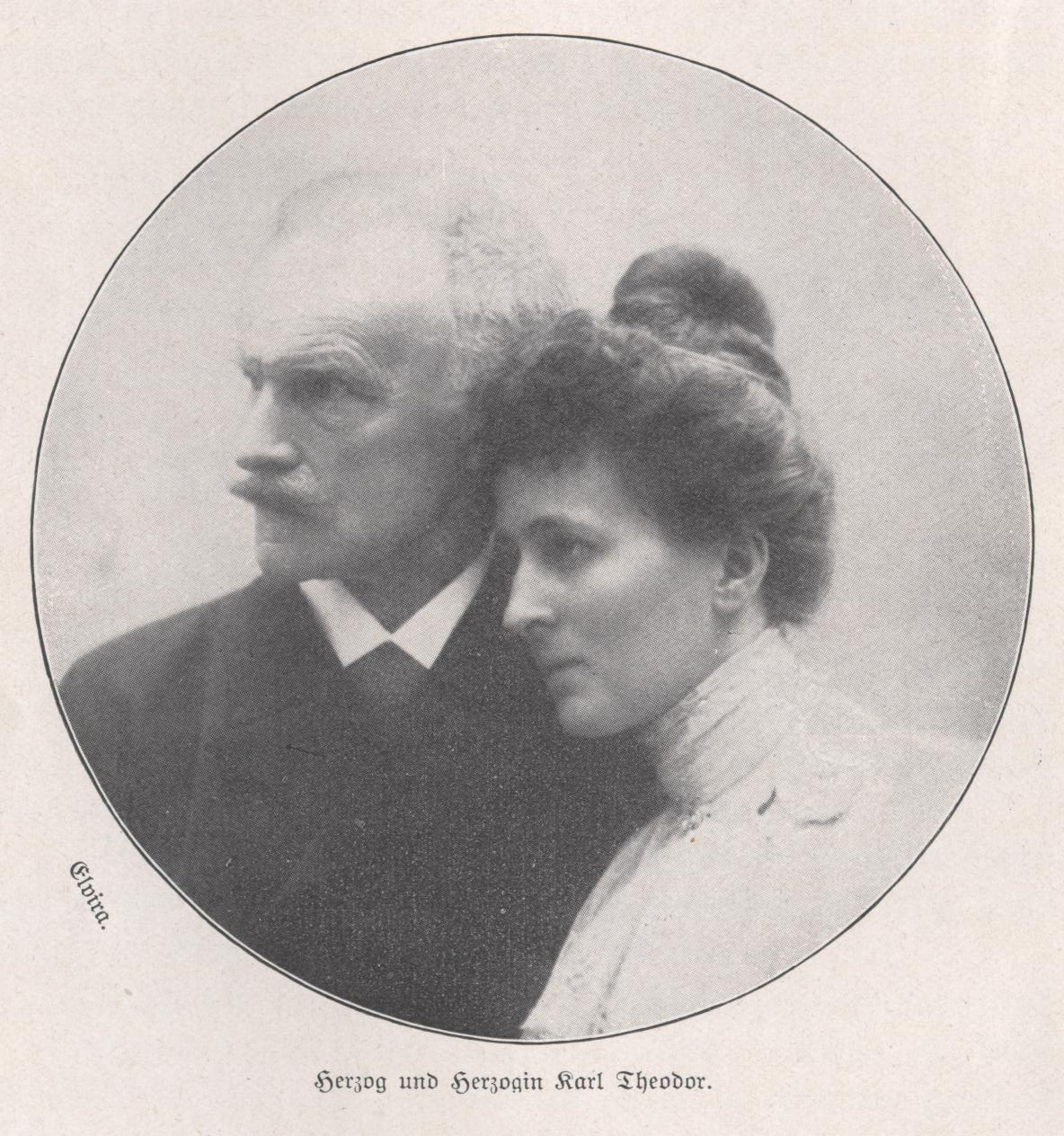
Maria Josepha von Portugal und ihr Gatte Herzog Carl Theodor

Maria José von Bragança (portugiesisch Dona Maria José Beatriz Joana Eulália Leopoldina Adelaide Isabel Carolina Micaela Gabriela Rafaela Francisca de Assis e de Paula Inês Sofia Joaquina Teresa Benedita Bernardina de Bragança) (* 19. März 1857 in Bronnbach an der Tauber; † 11. März 1943 in Wien) war eine Infantin von Portugal.

## Leben
Maria José war eine Tochter des portugiesischen Königs Michael I. und dessen Ehefrau, der Prinzessin Adelheid von Löwenstein-Wertheim-Rosenberg. Sie heiratete am 29. April 1874 Carl Theodor Herzog in Bayern, einen Bruder der Kaiserin Elisabeth von Österreich-Ungarn. 
Carl Theodor schloss 1880 sein Medizinstudium in München mit dem Staatsexamen und der Note „sehr gut“ ab. Er spezialisierte sich auf die Augenheilkunde und hospitierte längere Zeit bei den Professoren Ferdinand von Arlt in Wien und Johann Friedrich Horner in Zürich. 15 Jahre praktizierte er abwechselnd in München, am Tegernsee und in Meran. Maria José, die ihren Mann von Anfang an in seinem ärztlichen Beruf unterstützte, riet ihm, eine eigene Augenklinik zu gründen, in der vor allem mittellose Augenkranke unentgeltlich behandelt werden sollten. Dies brachte die beiden zu dem Entschluss, das  Anwesen Nymphenburger Straße 43 in München zu erwerben, wo sie 1895 die Augenklinik als „Wohltätigkeitsanstalt für unbemittelte Augenkranke“ eröffneten. Der Erwerb, Umbau und Betrieb der Klinik wurde aus ihrem Privatvermögen bestritten.
1909 starb Herzog Carl Theodor. Maria José überlebte ihn um mehr als 30 Jahre und starb am 11. März 1943 im Alter von 85 Jahren. Sie ist in der Grabkapelle im Schloss Tegernsee bestattet.

## Nachkommen
- Sophie Adelheid (1875–1957), ⚭ 1898 Hans Veit zu Toerring-Jettenbach
- Elisabeth Gabriele (1876–1965), ⚭ 1900 den späteren König Albert I. von Belgien
- Marie Gabrielle (1878–1912), ⚭ 1900 Rupprecht von Bayern
- Ludwig Wilhelm (1884–1968), ⚭ 1917 Eleonore Anna Lucie zu Sayn-Wittgenstein-Berleburg
- Franz Joseph (1888–1912)